# ۱۲۲ (عدد)
۱۲۲(صد و بیست و دو) یک عدد طبیعی است که بعد از ۱۲۱ و قبل از ۱۲۳ قرار دارد.